# 安奈
「安奈」（あんな）は、1979年10月5日に発売された甲斐バンド13枚目のシングル。

## 概要
『裏切りの街角』『HERO（ヒーローになる時、それは今）』に続く、甲斐バンドで3枚目のベスト10入りを果たした楽曲である。
「安奈」の曲のアイディアは、たまたま立ち寄った函館のバーで1番の歌詞を思いつきコースターの裏に書き留め、2番の歌詞は渋谷のバーで思いついたという。曲のモデルの一人はフランス女優アンナ・カリーナである。
また、イントロのギターは、浜田省吾が弾いている。これも、たまたまレコーディングに来ていた浜田に直接頼んだという。
1983年、海外では中華民国の林淑容
が「安娜」でタイトルカバーしており（中華民国国語）。

## 収録曲
- 全作詞・作曲：甲斐よしひろ

1. 安奈
編曲：甲斐バンド、弦編曲：石川鷹彦
2. 翼あるもの
編曲：甲斐よしひろ

## 安奈-2012-
「安奈-2012-」（あんな にせんじゅうに）は、2012年11月21日発売の甲斐バンドの39枚目のシングル。

### 概要
前述のオリジナル「安奈」発売から33年の時を経てリメイク（楽曲としては16年振りのリメイク）されたシングル。甲斐バンドとしては39枚目、前シングル「甘いKissをしようぜ」（2000年）から実に12年振りのシングルリリース。
本作を皮切りに、デビュー40周年イヤーイブの2013年初頭から、1996年の期間限定再結成時発表のセルフリメイク盤『Big Night』以来、約16年ぶり・2枚目のセルフカバーアルバム『ROCKS』の発表とコンサートツアー『甲斐バンド「ROCKS｣ツアー2013』が計画、2009年のデビュー35周年再結成以来、久々に甲斐バンドを本格再始動させる。
NHK-FM『ミュージックライン』2012年12月・2013年1月度オープニングテーマに使用。
ジャケットの題字は、高校時代から甲斐バンドのファンだったという俳優の船越英一郎によるもの。
カップリングには3年振りの新曲『フォーチュン・クッキー』、2012年8月12日に奈良県薬師寺にて開催されたライヴ「KAI BAND スウィート テンプル・ムーン・ライブ」から『安奈』『恋のバカンス』のライブテイクを収録。

### 収録曲
1. 安奈-2012-
作詞・作曲：甲斐よしひろ
2. フォーチュン・クッキー
作詞・作曲：甲斐よしひろ
3. 安奈 [Live at 薬師寺]
作詞・作曲：甲斐よしひろ
4. 恋のバカンス [Live at 薬師寺]
作詞：岩谷時子、作曲：宮川泰

## 補足
1. ↑  『ザ・ベストテン』山田修爾　新潮文庫、285頁
2. ↑  週刊文春『阿川佐和子のこの人に会いたい（第748回）』（134-138ページ）
3. ↑  映画秘宝 2011年2月 ASIN B004ETENSI 洋泉社
4. ↑  『か・さ・ぶ・た 甲斐よしひろ全告白集』（ワニブックス）176ページ